# Problemen van Landau
Op het internationale congres van wiskundigen in 1912 besprak Edmund Landau vier problemen met betrekking tot de priemgetallen. Landau verklaarde dat deze vier problemen met de toenmalige stand van de wiskunde nog niet konden worden opgelost. Zij staan nu bekend als de problemen van Landau.
1. Het vermoeden van Goldbach: Kan elk even getal groter dan 2 worden geschreven als de som van twee priemgetallen?
2. Het priemtweeling vermoeden: Zijn er oneindig veel priemgetallen p zodanig dat p + 2 ook een priemgetal is?
3. Het vermoeden van Legendre: Bestaat er altijd ten minste een priemgetal tussen opeenvolgende kwadraten?
4. Zijn er oneindig veel priemgetallen p zodanig dat p - 1 een kwadraat is? Met andere woorden: bestaan er oneindig veel priemgetallen van de vorm n2 + 1?.[1]

Anno 2023 zijn deze vier problemen nog niet opgelost.